# Saadi Mounla
Saadi Mounla (arab. سعدي المنل) – libański polityk, premier Libanu w 1946.